# Луи II де Шалон-Арле
Луи II де Шалон-Арле (фр. Louis II de Chalon-Arlay; 1390 — 3 декабря 1463), прозванный Добрым — принц Оранский с 1417 года, сеньор д'Арле с 1418 года.
Сын Жана III де Шалон-Арле, сеньора д'Арле и Марии де Бо, принцессы Оранской.

## Биография
При жизни отца носил титул сеньора д'Аргёль.
Был видным деятелем бургундской партии в начале второго этапа Столетней войны. По поручению Изабеллы Баварской пытался отвоевать города, занятые в Лангедоке и Гиени арманьяками. Вначале имел успех, но затем, располагая лишь небольшими силами, потерпел поражение от войск Жана I де Фуа. В 1425 году командовал войсками, направленными Филиппом III Добрым на помощь герцогу Брабанта Жану IV в войне против жены последнего, Якобы Баварской. В дальнейшем вступил в конфликт с герцогом Бургундским из-за должности имперского викария Бургундии, на которую его назначил император Сигизмунд.

### Война в Дофине
Пытаясь овладеть как можно большими территориями, Луи постоянно лавировал между Францией, Бургундией и Империей, пытаясь извлечь выгоду из общей политической нестабильности. В 1426, пользуясь отчаянным положением короля-дофина, которого теснили англичане, Луи вознамерился овладеть землями в Дофине, которое при помощи Бургундии и Савойи надеялся расчленить. К войне его побуждало и то, что Амадей Савойский уступил ему права на земли Женевского дома, находившиеся на территории Вьеннуа и Грезиводана, однако, Луи, будучи открытым врагом короля, не мог вступить во владение.
Он решил действовать силой, собрав войска с помощью герцога Савойского, которому в случае победы обещал отдать Гренобль, Грезиводан и все верхнее Дофине, оставив за собой нижнюю страну — вдоль берега Роны до самого Оранжа. Чтобы атаковать Вьенн, надо было обеспечить тылы, и он захватил соседние замки Антон, Коломбье и Сен-Ромен д’Обрив. Из Антона он контролировал течение Роны и уже считал себя хозяином Вьенна, однако епископ этого города оказался столь же решительным и воинственным. Он усилил оборону и созвал сеньоров и дворян страны. Луи пришлось отказаться от штурма, но он пообещал, что жители «еще его увидят».
Тем временем положение на театре Столетней войны начало меняться. Жанна д’Арк отбросила англичан от Орлеана и короновала дофина в Реймсе. Губернатор Дофине Рауль де Гокур при содействии Юмбера де Гроле, маршала Дофине и сенешаля Лиона, собрал небольшую армию (около 1,5 тыс.), захватил и разрушил Обрив и Коломбье, после чего подступил к Антону. Принц Оранский с войском из трех тыс. человек двинулся навстречу французам. 11 июня 1430 произошло сражение. Войска принца как раз выходили через лес на равнину, когда невдалеке показался французский авангард. Не успев построиться в боевой порядок, оранско-савойские войска были атакованы вражеской кавалерией, разбиты и обращены в бегство, потеряв немалое число убитыми и пленными.
Луи, спасаясь от погони, бросился на коне и в доспехах в Рону. Верный конь вынес своего господина на противоположный берег. Согласно легенде, ступив на землю, принц опустился перед конём на колени и поцеловал его копыта, после чего никогда больше не седлал своего спасителя.
Гокур после победы занял Антон, а затем овладел нижним Дофине, приведя к покорности сторонников принца. Он приступом взял Оранж, где поставил гарнизон под командованием двух бастардов де Пуатье. Жители, связавшись с принцем, 21 августа 1430 восстали, освободив замок и город и пленив гарнизон, после чего начали борьбу с французами, занимавшими оставшуюся часть княжества.

### Суверенитет
Луи III Анжуйский, граф Прованса, вмешался, чтобы навести порядок, но при этом имел намерение оккупировать княжество, принадлежавшее союзнику герцога Бургундского, удерживавшего в плену его брата Рене. Принц Оранский поспешил примириться с Карлом VII, которому в 1432 принес оммаж за свои земли в Дофине.
Рене Анжуйский продолжал томиться в плену и сумма выкупа за него значительно возросла, когда Луи III умер, оставив брату корону Неаполя и графство Прованс. У Рене не было таких денег и он пять лет оставался пленником, пока принц Оранский не решил извлечь выгоду из бедствия своего сеньора. Он предложил ему 15 тыс. ливров, которые дополнили сумму до требуемых 200 тыс. флоринов. Взамен Луи поставил условие: если Рене не сможет в положенный срок вернуть долг, то освободит принца Оранского от вассальной присяги.
Добрый король Рене согласился. Денег он собрать не мог, так как имевшиеся средства потратил на устройство пышных празднеств по поводу своего освобождения. В результате Луи с 1436 мог титуловаться принцем Божией милостью.
Обретение формальной независимости создало некоторые внутренние проблемы. Пока Оранж был фьефом Прованского графства, высшей судебной инстанцией для его жителей был парламент в Эксе. Теперь же обжаловать судебные решения стало негде. Луи назначил в княжество губернатора и при нем трех советников в качестве верховной юрисдикции, но подданные были этим недовольны. Конфликт был улажен только при Гильоме VII.

### Женева и Невшатель. Завещание
После заключения в 1435 году франко-бургундского союза принцу пришлось отказаться от активной политики во Франции и зависимых от неё территориях.
Имперские территории предоставляли больше возможностей. Луи удалось увеличить свои владения на землях нынешней Швейцарии: в Лозанне и Невшателе. Он заявил претензии на Женевское графство (по линии матери), однако Амадей VIII Савойский был сильнее и овладел Женевой. После смерти герцога Луи возобновил борьбу с его наследниками, но император решил спор в пользу Савойи.
В 1457 году принц вмешался в борьбу за наследство графа Невшательского Иоганна фон Фрайбурга. Луи заявил претензии на Невшатель, поскольку Иоганн был женат на его сестре Марии Шалонской. Эту борьбу он также проиграл; Невшатель достался Рудольфу фон Хохбергу, потомку невшательского дома (хотя и по женской линии), камергеру Филиппа Доброго.
И даже после смерти принц сумел вызвать смуту, указав в своем завещании, что его дети от второго брака получают преимущество перед потомством от первого брака при разделе наследства (вторая жена была королевского происхождения). Это привело к длительной борьбе между его детьми и их потомками.

## Семья
1-й брак (1411): Жанна де Монфокон (ум. 14.05.1445), сеньора де Монфокон, дочь Генриха II де Монфокона, сеньора д'Орб, и Марии де Шатийон
- Гильом VII де Шалон-Арле

2-й брак (1446): Элеонора д'Арманьяк (ум. 1456), дочь Жана IV, графа д'Арманьяка и Изабеллы д'Эвре-Наваррской
- Луи де Шалон-Арле (ум. 1476), сеньор де Шато-Гийон. Погиб в битве при Грансоне
- Гуго де Шалон-Арле (ум. 1490), сеньор д'Орб и де Шато-Гийон. Жена (1479): Луиза Савойская (1461—1503), дочь Амадея IX, герцога Савойского и Иоланды Французской
- Филиппина де Шалон (ум. 1507), монахиня в монастыре Св. Клариссы в Орбе
- Жанна де Шалон (ум. 1483). Муж (1472): Луи де Сессель, граф де Ла Шамбр

3-й брак: Бланка де Гамаш, дочь Гильома де Гамаша